# Moorhusen (Wilstermarsch)
Moorhusen település Németországban, Schleswig-Holstein tartományban. Lakosainak száma 71 fő (2023. december 31.).

## Története

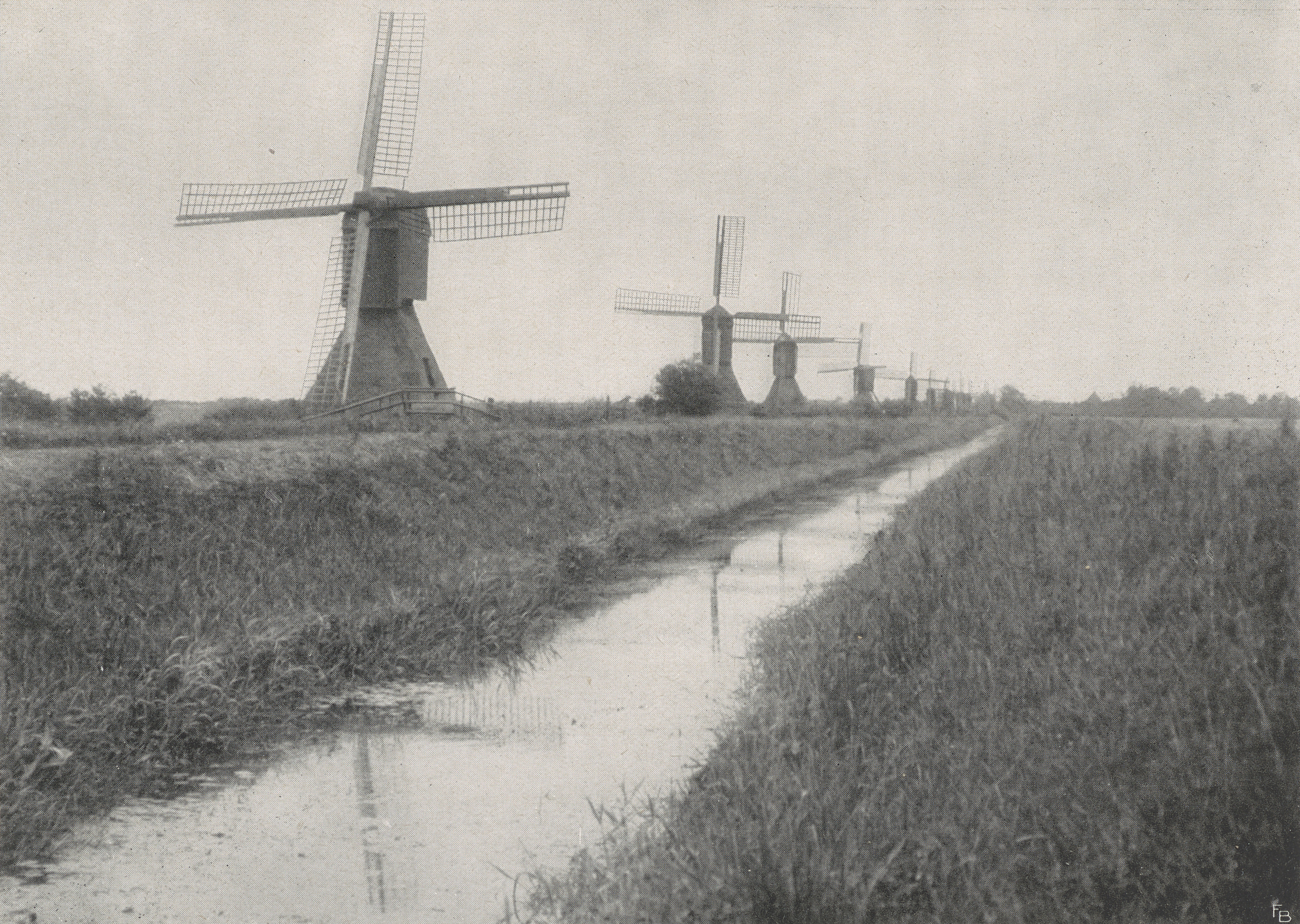
Vízelvezető malmok (1913)

Moorhusent a források először 1247-ben említik.
2005 óta 16 szélturbina működik. Az első üzemek építési munkálatai az 1990-es évek végén kezdődtek.

## Címere

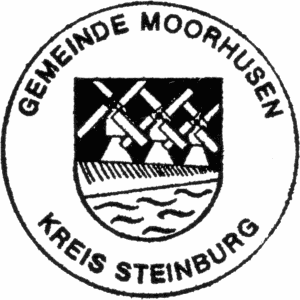
Moorhusen önkormányzatának pecsétje

A település önkormányzatának pecsétje a lakosság évszázados küzdelmét mutatja be a vízzel az alacsonyan fekvő mocsaras és lápvidékeken. Hivatalos címer hiányában választotta a közösség a második világháború után, és ma is használatos.

## Népesség
A település népességének változása:
| Lakosok száma | 102  | 75   | 81   | 72   | 72   | 71   |
|               | 1975 | 2017 | 2019 | 2021 | 2022 | 2023 |